# Ferrari 296 GTB
Ferrari 296 GTB – hybrydowy supersamochód klasy średniej produkowany pod włoską marką Ferrari od 2021 roku.

## Historia i opis modelu

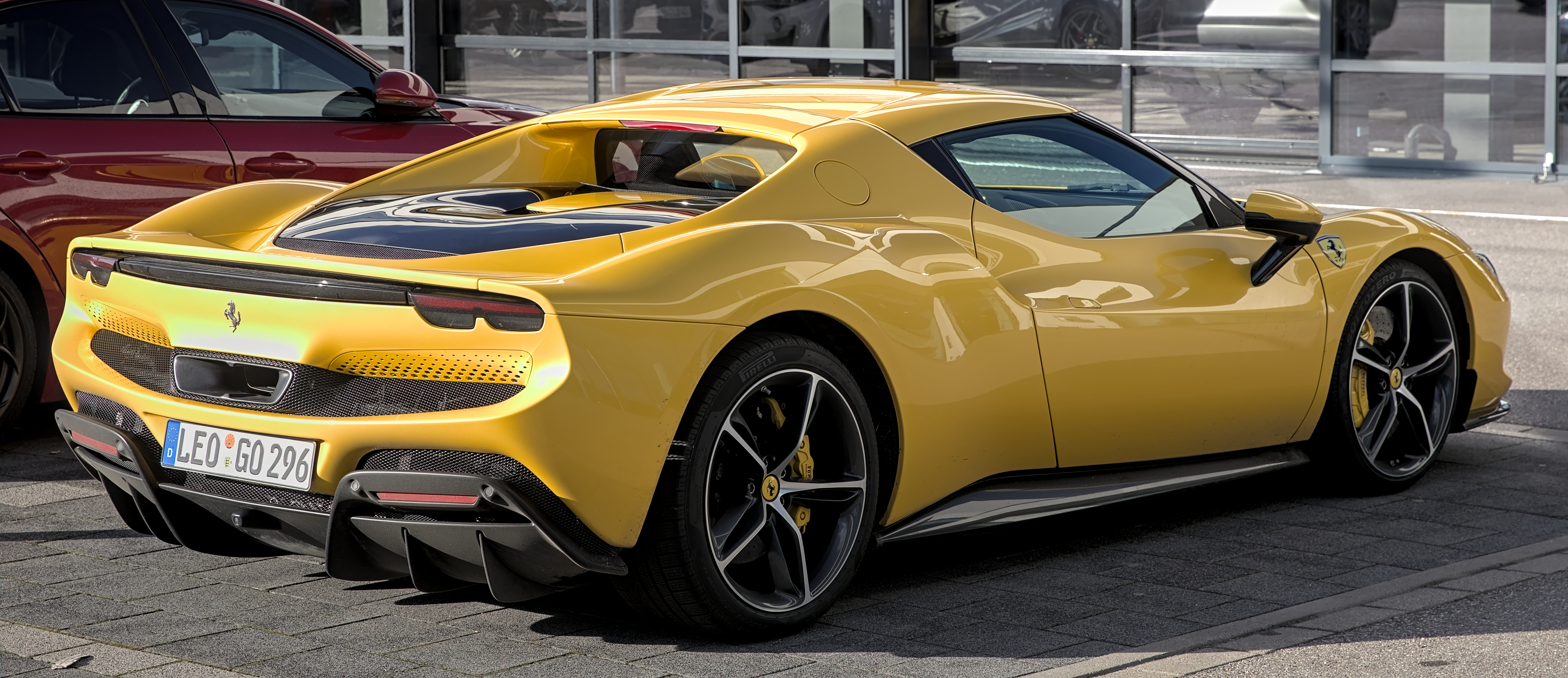
Ferrari 296 GTB – tył

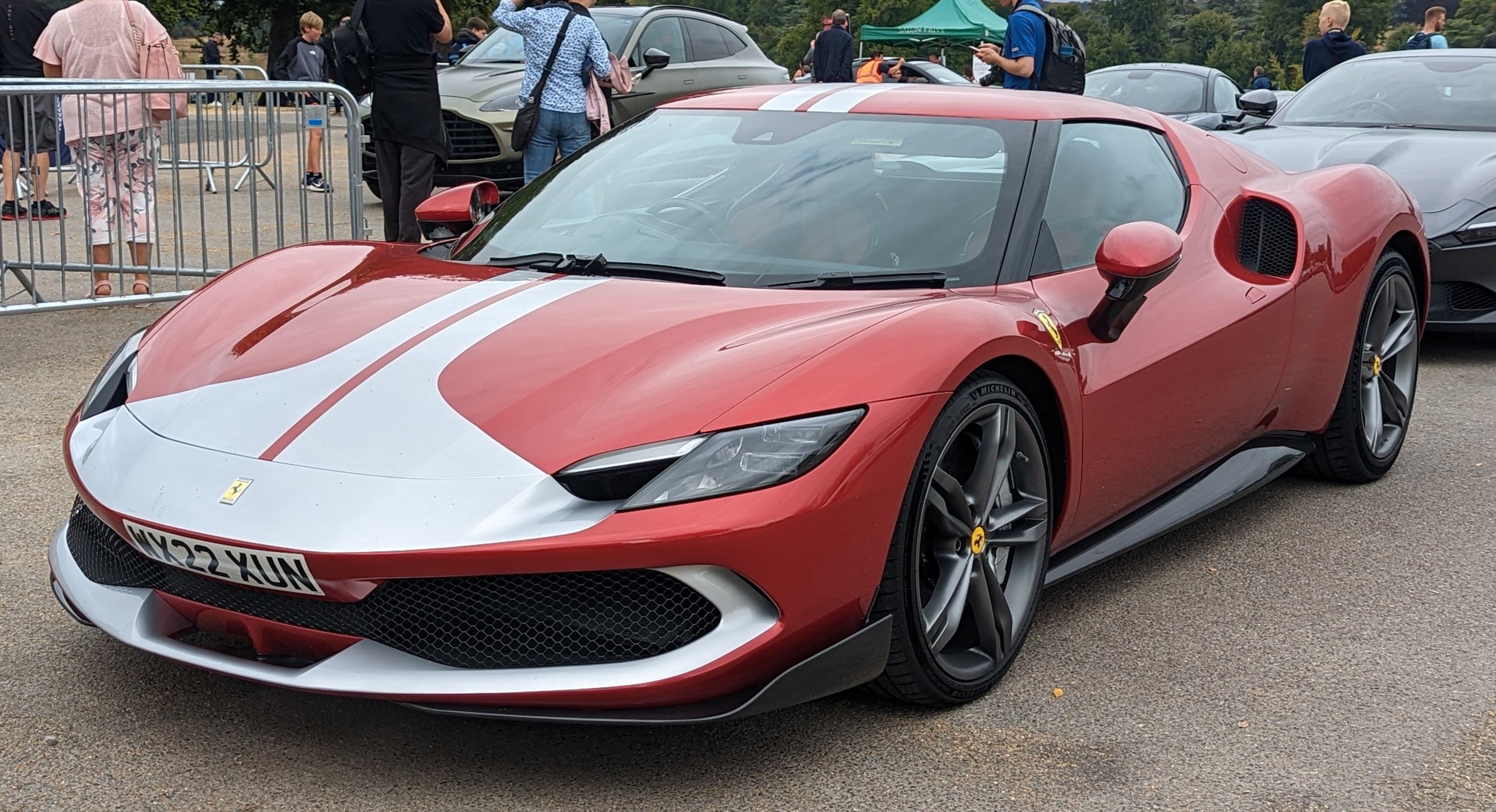
Ferrari 296 GTB Assetto Fiorano

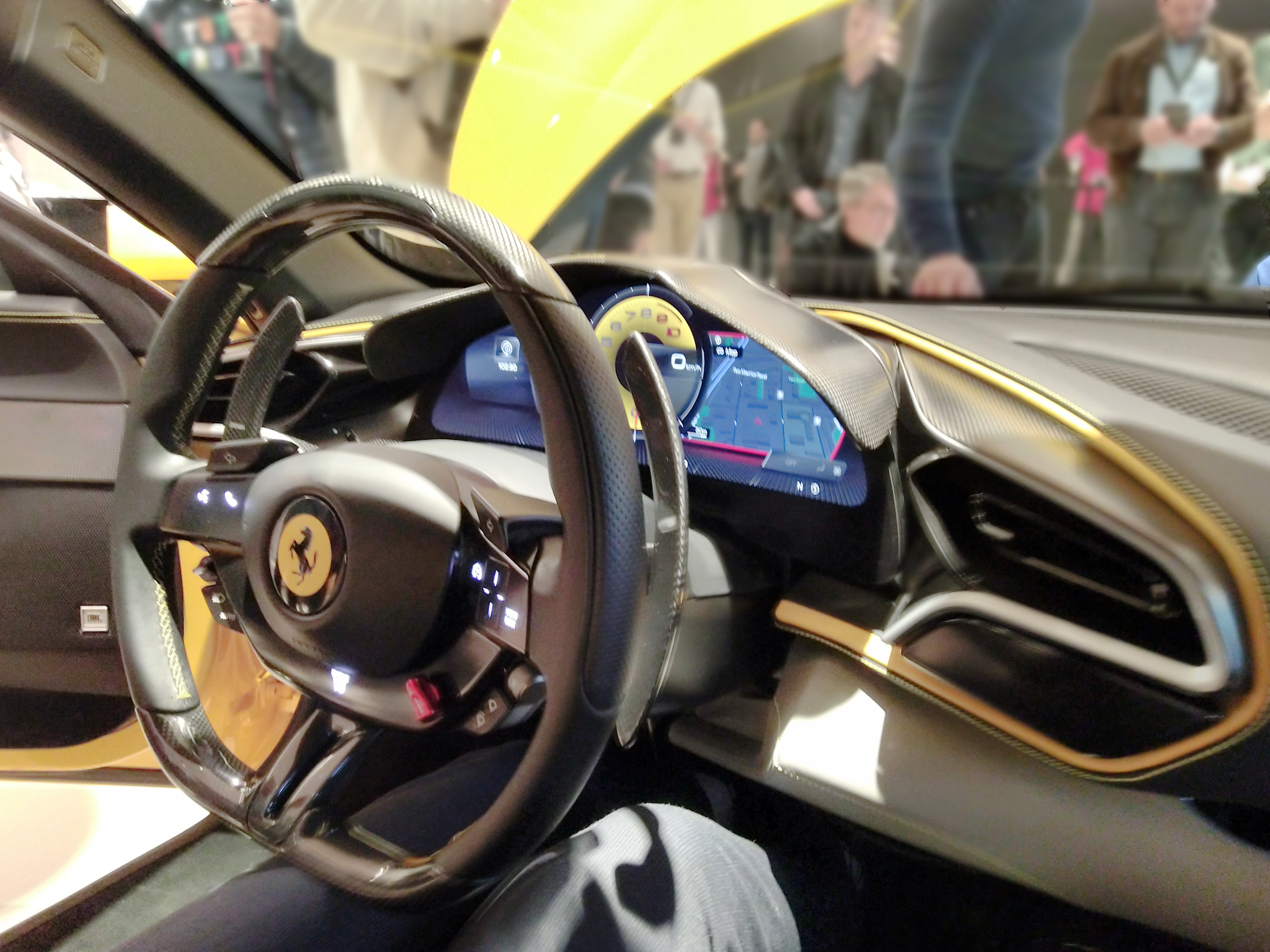
Ferrari 296 GTB – kokpit

296 GTB zostało zaprezentowane 24 czerwca 2021 roku. 296 w nazwie modelu oznacza pojemność i liczbę cylindrów, z kolei trzyliterowy skrót GTB pochodzi od określenia Gran Turismo Berlinetta. Poza podstawową czerwoną barwą lakieru, samochód zaprezentowany został także w charakterystycznym, szarym malowaniu z żółtym motywem będącym nawiązaniem do historycznego modelu Ferrari 250 Le Mans.
Ferrari 296 GTB to samochód hybrydowy, który umożliwia ładowanie baterii z gniazdka i poruszanie się na niewielkich dystansach w trybie w pełni elektrycznym. Moc jest przenoszona na drogę poprzez ośmiobiegową, dwusprzęgłową automatyczną skrzynię biegów, którą jest montowana w modelach SF90 Stradale/Spider, Roma i Portofino. Jest to zarazem pierwszy pojazd marki Ferrari od czasu wycofania ze sprzedaży modelu Dino, który napędzany jest silnikiem typu V6.
Sucha masa nowego modelu po dodaniu konfiguracji PHEV wynosi 1470 kg, pod warunkiem, że jest wyposażona w opcjonalny pakiet Assetto Fiorano. Zawiera więcej włókna węglowego wewnątrz i na zewnątrz, a także tylną szybę z Lexanu (podobnie jak Ferrari F40), a także opony Michelin Sport Cup 2 R.

### Sprzedaż
Ferrari wprowadziło do sprzedaży model 296 GTB w pierwszym kwartale 2022 roku. Z ceną 269 tysięcy euro, pojazd uplasował się w momencie debiutu w gamie Ferrari pomiędzy modelami F8 Tributo a topowym, SF90 Stradale.

### Dane techniczne
Ferrari wyposażyło 296 GTB w akumulator o pojemności 7,45 kWh zamontowany pod podłogą, zapewniając wystarczająca ilość energii na ograniczony przejazd i wynosi ok. 25 kilometrów. Wspomagana elektrycznie moc 165 KM (123 kW) zapewniana przez tylny silnik elektryczny razem z silnikiem spalinowym, umożliwia przyśpieszenie od 0 do 100 km/h w 2,9 sekundy. Pojazd osiąga maksymalną prędkość ponad do 330 km/h. Nowe Ferrari 296 GTB ustanowiło rekord mocy na jeden litr pojemności z wynikiem 221 KM/l dla auta seryjnego.
| Model                                            | 296 GTB                                                                   | 296 GTB                                     |
| Okres produkcji (od-do)                          | 2022                                                                      |                                             |
| Silnik                                           | Chłodzony cieczą, 6 cylindrowy, 24-zaworowy DOHC                          |                                             |
| Specyfikacja silnika                             | Kod silnika: F163, 120° podwójnie doładowany                              |                                             |
| Turbodoładowanie                                 | Dwie turbosprężarki IHI                                                   |                                             |
| Pojemność akumulatorów                           | 7,45 kWh litowo-jonowy                                                    |                                             |
| Silnik elektryczny                               | 2 x YASA MGU-K, dwuwirnikowy jednostojanowy, silnik o strumieniu osiowym. |                                             |
| Otwór x skok                                     | b.d.                                                                      |                                             |
| Kompresja                                        | 9,4 : 1                                                                   |                                             |
| Pojemność skokowa (kW)                           | 2992 cm³                                                                  |                                             |
| Moc maksymalna silnika spalinowego (kW) / (KM)   | (488 kW) / (663 KM) @ 8000 rpm                                            |                                             |
| Moc maksymalna silnika elektrycznego (kW) / (KM) | (123 kW) / (165 KM)                                                       |                                             |
| Moc maksymalna całego układu (kW) / (KM)         | (610 kW) / (830 KM)                                                       |                                             |
| Maksymalny moment obrotowy                       | 740 Nm @ 6250 rpm                                                         |                                             |
| Skrzynia biegów                                  | 8 biegowa dwusprzęgłowa, sekwencyjna                                      |                                             |
| Napęd                                            | na koła tylne                                                             |                                             |
| Prędkość maksymalna                              | ≥ 340 km/h                                                                |                                             |
| Przyśpieszenie 0–100 km/h (s)                    | 2,9 s                                                                     |                                             |
| Przyśpieszenie 0–200 km/h (s)                    | 7.3 s                                                                     |                                             |
| Zużycia paliwa na 100 km (l)                     | Minimalne (eco) – b.d. l / Średnie – b.d. l                               | Minimalne (eco) – b.d. l / Średnie – b.d. l |
| Zużycia paliwa na 100 km (l)                     | Cykl miejski – max. b.d. l                                                |                                             |
| Układ hamulcowy                                  | Przód: Ø b.d. mm Tył: Ø b.d. mm,                                          |                                             |
| Długość (mm)                                     | 4565 mm                                                                   |                                             |
| Szerokość (mm)                                   | 720 mm                                                                    |                                             |
| Rozstaw osi (mm)                                 | 1170 mm                                                                   |                                             |
| Wysokość (mm)                                    | 1490 mm                                                                   |                                             |
| Pojemność zbiornika paliwa (l)                   | b.d.                                                                      |                                             |
| Ogumienie (mm)                                   | Przód: Tył:                                                               |                                             |
| Masa własna (kg)                                 | 1470 kg                                                                   |                                             |